# Vrouwe Sywen Convent
Het Vrouwe Sywen Convent was een begijnhof in de stad Groningen. 

## Geschiedenis

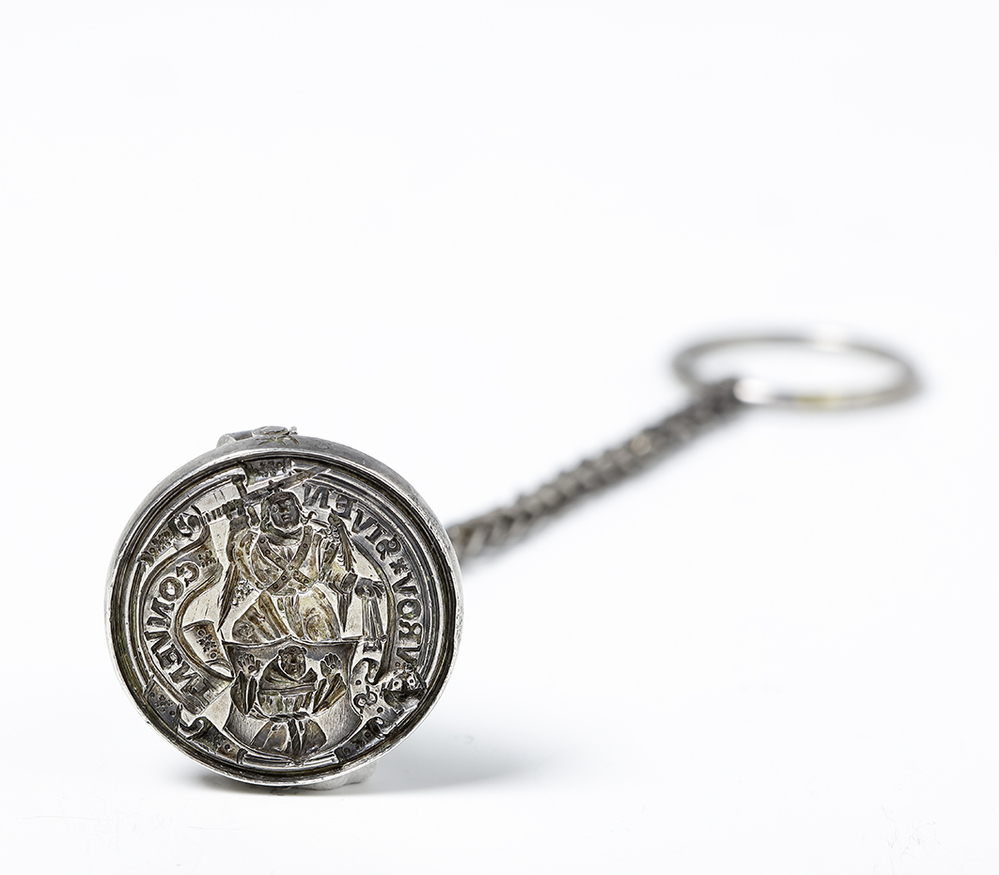
15e-eeuwse ronde zilveren zegelstempel van het Vrouwe Sywen Convent

Op 1 december 1284 legden de prefect en de burgemeesters van Groningen vast dat Johannes Pluckerose zijn woning en overige bezittingen in Groningen zou nalaten aan zijn vrouw Siwa en zijn dochter. In zijn testament bepaalde hij dat deze huizen en goederen niet voor wereldlijke, maar voor religieuze doeleinden moesten worden gebruikt. Als uitvoerders van zijn beschikking wees hij de stadsconsuls aan, aan wie hij het vertrouwen gaf om zijn wens ten uitvoer te brengen. Deze consuls waren de vier burgemeesters van Groningen in dat jaar: Frederik Butzel, Ludolfus Sickinghe, Gerard Spiegel en Hugo de Aggere.
In 1300 bepaalde het stadsbestuur leefregels voor de begijnen die grotendeels overeenkwamen met de derde regel van Franciscus van Assisi.
In 1584 werd het convent samengevoegd met het Vrouwe Menoldaconvent, waarna de gebouwen leeg kwamen te staan. In 1614 werd het convent onderdeel van de nieuw gestichte Groninger Hogeschool. In 1846 werd het complex gesloopt om plaats te maken voor een nieuw Academiegebouw.